# Linkselbische Fels- und Waldgebiete
Linkselbische Fels- und Waldgebiete este o arie protejată (arie de protecție specială avifaunistică — SPA) din Germania întinsă pe o suprafață de 2.472 ha, integral pe uscat.

## Localizare
Centrul sitului Linkselbische Fels- und Waldgebiete este situat la coordonatele 50°53′48″N 14°04′52″E / 50.8967°N 14.0811°E.

## Înființare
Situl Linkselbische Fels- und Waldgebiete a fost declarat arie de protecție specială avifaunistică în noiembrie 2006 pentru a proteja 9 specii de animale.

## Biodiversitate
Situată în ecoregiunea continentală, aria protejată nu include niciun habitat protejat.
La baza desemnării sitului se află mai multe specii protejate de  păsări (9): minunița (Aegolius funereus), Anas platyrhynchos platyrhynchos, buha (Bubo bubo), cristeiul de câmp (Crex crex), ciocănitoare neagră (Dryocopus martius), Falco peregrinus peregrinus, ciuvică (Glaucidium passerinum), sfrâncioc roșiatic (Lanius collurio), mărăcinar (Saxicola rubetra).